# Fernitz-Mellach
Fernitz-Mellach – gmina w Austrii, w kraju związkowym Styria, w powiecie Graz-Umgebung. Według Austriackiego Urzędu Statystycznego liczyła 4610 mieszkańców (1 stycznia 2015).